# Утар (Хавік)
Утар (перс. اوتار) — село в Ірані, у дегестані Хавік, у бахші Хавік, шагрестані Талеш остану Ґілян. За даними перепису 2006 року, його населення становило 462 особи, що проживали у складі 108 сімей.

## Клімат
Середня річна температура становить 13,92°C, середня максимальна – 27,22°C, а середня мінімальна – 0,13°C. Середня річна кількість опадів – 853 мм.
| Клімат поселення                              | Клімат поселення | Клімат поселення | Клімат поселення | Клімат поселення | Клімат поселення | Клімат поселення | Клімат поселення | Клімат поселення | Клімат поселення | Клімат поселення | Клімат поселення | Клімат поселення | Клімат поселення |
| Показник                                      | Січ.             | Лют.             | Бер.             | Квіт.            | Трав.            | Черв.            | Лип.             | Серп.            | Вер.             | Жовт.            | Лист.            | Груд.            |                  |
| Середній максимум, °C                         | 10,54            | 10,46            | 12,44            | 17,09            | 21,26            | 25,21            | 27,22            | 26,89            | 22,75            | 19,99            | 15,40            | 11,41            |                  |
| Середня температура, °C                       | 5,38             | 5,28             | 7,26             | 11,93            | 16,10            | 20,04            | 23,44            | 23,11            | 18,97            | 16,22            | 11,64            | 7,65             |                  |
| Середній мінімум, °C                          | 0,20             | 0,13             | 2,10             | 6,76             | 10,94            | 14,87            | 19,66            | 19,32            | 15,20            | 12,43            | 7,84             | 3,85             |                  |
| Норма опадів, мм                              | 75               | 70               | 72               | 54               | 42               | 27               | 12               | 39               | 102              | 153              | 111              | 96               |                  |
| Середньомісячна швидкість вітру, м/с          | 2.40             | 2.50             | 2.50             | 2.40             | 2.40             | 2.68             | 2.70             | 2.47             | 2.25             | 2.10             | 2.00             | 2.10             |                  |
| Середньомісячна сонячна радіація, кДж/м²·день | 6752             | 9080             | 11257            | 15743            | 19994            | 22813            | 23686            | 20126            | 16179            | 10951            | 8289             | 6348             |                  |
| --------------------------------------------- | ---------------- | ---------------- | ---------------- | ---------------- | ---------------- | ---------------- | ---------------- | ---------------- | ---------------- | ---------------- | ---------------- | ---------------- | ---------------- |
| Джерело:                                      |                  |                  |                  |                  |                  |                  |                  |                  |                  |                  |                  |                  |                  |